# François Gendron

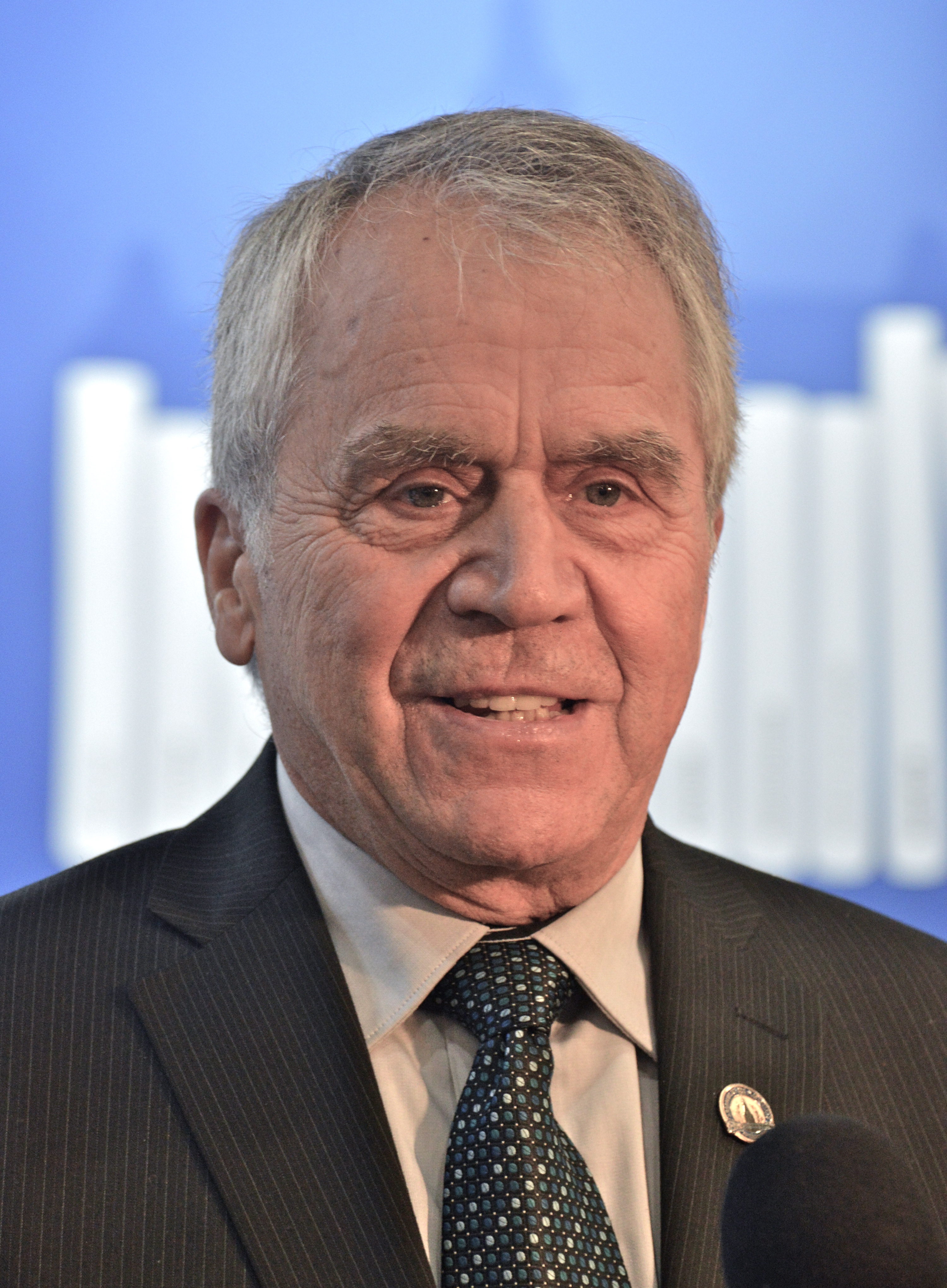
François Gendron (2015)

François Gendron (* 3. November 1944 in Val-Paradis, Québec) ist ein kanadischer Politiker der Parti Québécois, der Minister in verschiedenen Regierungen der Provinz Québec, 2007 kommissarischer Vorsitzender der Parti Québécois, von 2008 bis 2009 Präsident der Nationalversammlung von Québec sowie zwischen 2012 und 2014 stellvertretender Premierminister war.

## Leben
François Gendron, Sohn des Zimmermanns Odilon Gendron und dessen Ehefrau Marguerite Mercier, absolvierte nach dem Schulbesuch in La Sarre, am Pavillon Saint-Viateur in La Ferme, am Collège Louis-Querbes in Berthierville ein Studium der Pädagogik an der École normale d’Amos, welches er mit einem Diplom (Diplômé en pédagogie) beendete. Ein weiteres Studium im Fach Verwaltungswissenschaft an der Université du Québec am Campus Rouyn-Noranda schloss er ebenfalls mit einem Diplom (Diplômé en administration) ab. Im Anschluss war er zwischen 1966 und 1971 erst als Lehrer und danach von 1971 bis 1973 als Tutor für Studentenleben an der Regionalen Schulbehörde von Lalonde, der heutigen Schulbehörde der Regionalen Grafschaftsgemeinde Abitibi tätig, ehe er zwischen 1973 und 1976 als Bildungsvermittlerin bei Multi-Média arbeitete. Daneben engagierte er sich als Gründungssekretär der Gewerkschaft der Bildungsarbeiter im Nordwesten, der Syndicat des travailleurs de l’enseignement du Nord-Ouest, und war zudem drei Jahre lang Delegierter im Rat der Corporation des enseignants du Québec, des Lehrerverbandes der Provinz Québec.

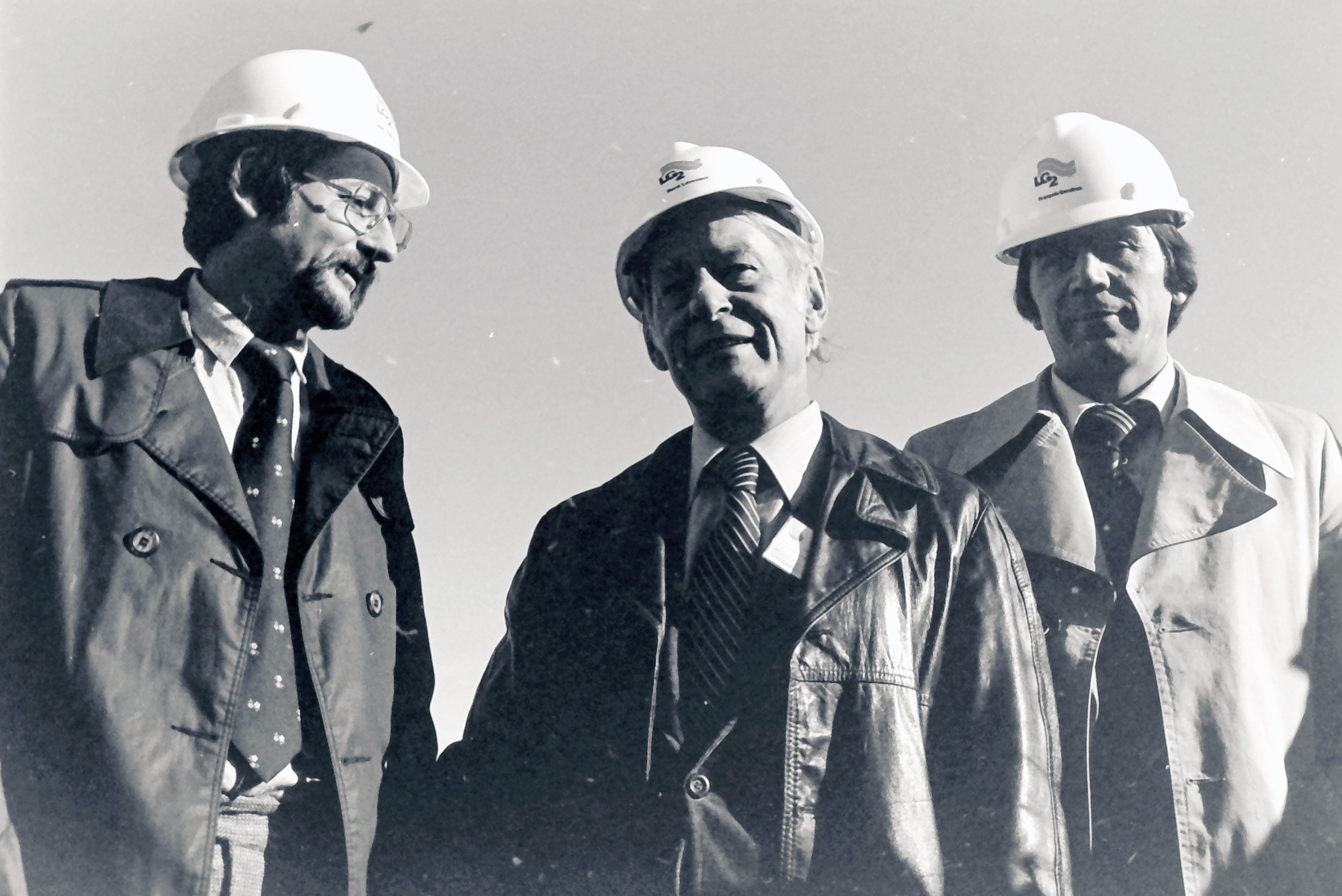
Gendron (links) mit Premierminister René Lévesque (Mitte) und dem Abgeordneten Jean-Paul Bordeleau (links) bei einer Besichtigung des Baie-James-Wasserkraftprojekts (1979).

Sein politisches Engagement für die Parti Québécois (PQ) begann Gendron in der Kommunalpolitik, als er zwischen 1973 und 1976 Mitglied des Gemeinderates von La Sarre war. Bei der Wahl am 15. November 1976 wurde er für die PQ im Wahlkreis „Abitibi-Ouest“ erstmals zum Mitglied der Nationalversammlung von Québec gewählt und konnte sich dabei gegen den bisherigen Wahlkreisinhaber Jean-Hugues Boutin von der Parti libéral du Québec durchsetzen. Er gehörte der Nationalversammlung nach seinen Wiederwahlen am 13. April 1981, 2. Dezember 1985, 25. September 1989, 12. September 1994, 30. November 1998, 14. April 2003, 26. März 2007, 8. Dezember 2008, 4. September 2012 und am 7. April 2014 bis zu seinem Verzicht auf eine neue Kandidatur bei der Wahl am 1. Oktober 2018 fast 42 Jahre lang an. Bei der Wahl am 1. Oktober 2018 wurde Suzanne Blais von der Coalition Avenir Québec (CAQ) zur neuen Abgeordneten für den Wahlkreis „Abitibi-Ouest“ gewählt.
Zu Beginn seiner Parlamentszugehörigkeit war er vom 26. November 1976 bis 21. September 1979 als Adjoint Whip stellvertretender Parlamentarischer Geschäftsführer der PQ-Fraktion und wurde danach in das Kabinett von Premierminister René Lévesque berufen, in dem er zunächst zwischen dem 21. September 1979 und dem 30. April 1981 Minister für den öffentlichen Dienst war. Im Zuge einer Regierungsumbildung fungierte er anschließend vom 30. April 1981 bis zum 9. September 1982 als Staatsminister für Planung sowie im Anschluss zwischen dem 9. September 1982 und dem 20. Dezember 1984 als Beigeordneter Minister für Planung und regionale Entwicklung, ehe er im Zuge einer neuerlichen Umbildung des Kabinetts Lévesque vom 20. Dezember 1984 bis zum 3. Oktober 1985 Bildungsminister war. Das Amt des Bildungsministers bekleidete er zudem zwischen dem 3. Oktober und dem 12. Dezember 1985 im darauf folgenden Kabinett von Premierminister Pierre Marc Johnson.
Nach der Niederlage der PQ bei der Wahl am 2. Dezember 1985 fungierte François Gendron zwischen dem 15. Dezember 1985 und dem 12. November 1987 zuerst als stellvertretender Oppositionsführer, anschließende vom 12. November 1987 bis zum 9. August 1989 als Oppositionsführer, ehe er schließlich zwischen dem 10. Oktober 1989 und dem 24. Juli 1994 erneut als stellvertretender Oppositionsführer in der Nationalversammlung. Nach dem neuerlichen Sieg der Parti Québécois bei der Wahl am 12. September 1994 übernahm er vom 26. September 1994 bis 29. Januar 1996 im Kabinett von Premierminister Jacques Parizeau das Amt als Minister für natürliche Ressourcen sowie in Personalunion zwischen dem 26. September 1994 bis 29. Januar 1996 als stellvertretender Führer der Nationalversammlung und damit als 29. Januar 1996 Vizevorsitzender der PQ-Fraktion. Die Funktion als stellvertretender Führer der Nationalversammlung behielt er zwischen dem 29. Januar und dem 12. März 1996 auch im darauf folgenden Kabinett von Premierminister Lucien Bouchard. Während der Amtszeit von Premierminister Bouchard übernahm er vom 15. März 1996 bis zum 28. Oktober 1998 sowie erneut zwischen dem 9. Dezember 1998 und dem 8. März 2001 den Posten als Président du caucus ministériel sowie damit als Präsident des Ministerausschusses im Parlament. Die Funktion als Président du caucus ministériel bekleidete er im Anschluss vom 8. März 2001 bis zum 30. Januar 2002 auch im anschließenden Kabinett von Premierminister Bernard Landry und war zudem in dessen Kabinett zwischen dem 30. Januar und dem 13. Februar 2002 zunächst Beigeordneter Minister für Waldbewirtschaftung und ländliche Angelegenheiten sowie daraufhin vom 13. Februar 2002 bis zum 29. April 2003 Minister für natürliche Ressourcen.

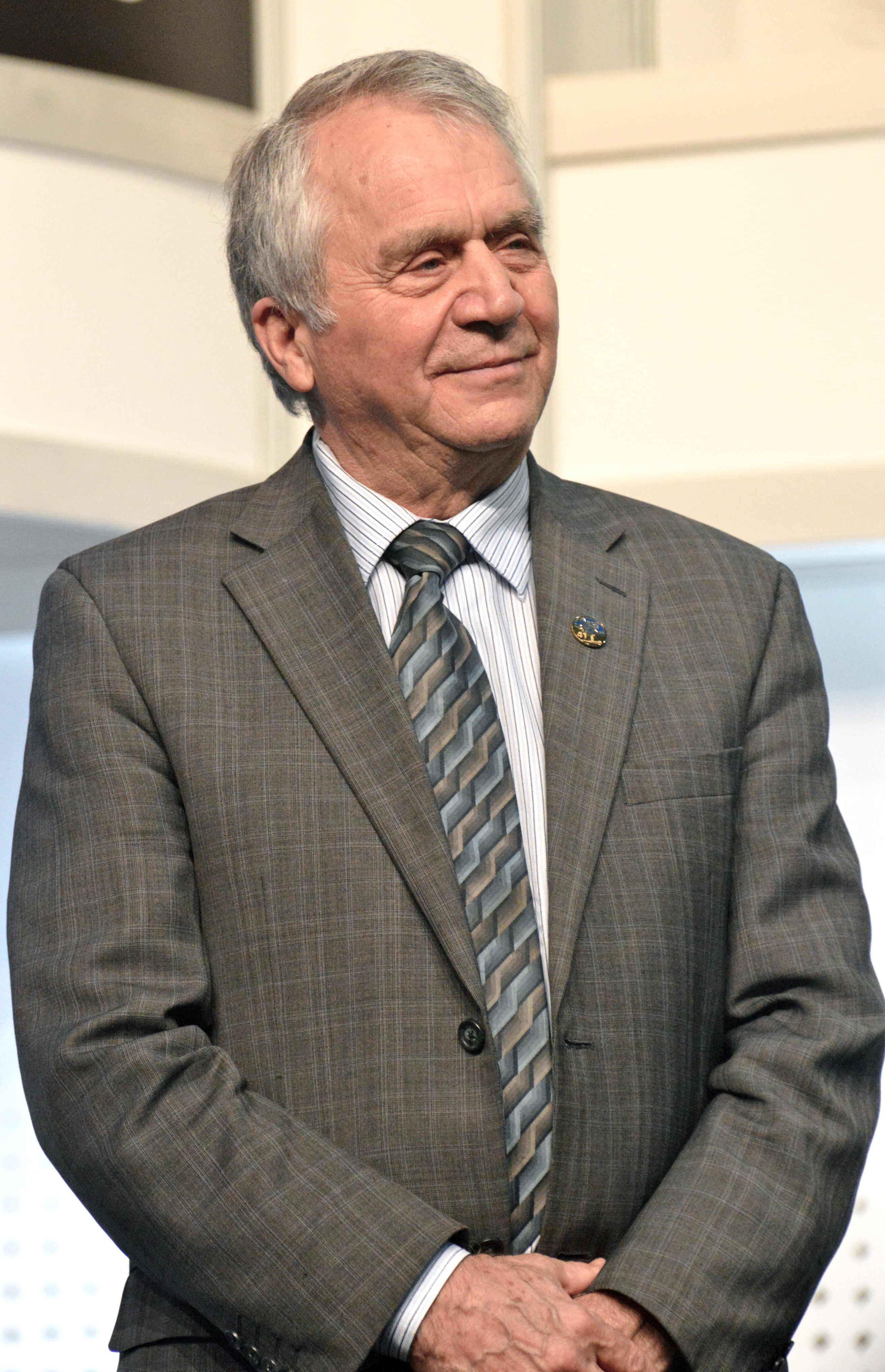
Gendron als Dritter Vizepräsident der Nationalversammlung (2017).

Während der 37. Legislaturperiode übernahm Gendron zwischen dem 4. Juni 2003 und dem 8. Mai 2007 erstmals das Amt als Dritter Vizepräsident der Nationalversammlung. Nach dem bei der Wahl am 26. März 2007 die Liberale Partei 48 der 125 Parlamentssitze, die Action démocratique du Québec ADQ 41 Sitze und die Parti Québécois 36 Sitze erhalten hatte, fungierte er zwischen dem 10. Mai bis zum 21. Oktober 2008 als Vorsitzender der zweiten Oppositionsgruppe und war als Nachfolger von André Boisclair bis zu seiner Ablösung durch Pauline Marois für einige Zeit 2007 auch kommissarischer Vorsitzender der Parti Québécois.
Als Nachfolger von Michel Bissonnet von der Parti libéral übernahm François Gendron während der 38. Legislaturperiode das Amt als Präsident der Nationalversammlung und hatte dieses bis zum 13. Januar 2009, woraufhin Yvon Vallières von der Parti libéral dieses Amt übernahm. Er selbst fungierte im Anschluss zwischen dem 13. Januar 2009 und dem 19. September 2012 abermals als Dritter Vizepräsident der Nationalversammlung.
Nach dem neuerlichen Sieg der PQ bei der Wahl am 4. September 2012 war Gendron vom 19. September 2012 bis zum 5. März 2014 im Kabinett von Premierministerin Pauline Marois sowohl stellvertretender Premierminister als auch zwischen dem 19. September 2012 und dem 23. April 2014 Minister für Landwirtschaft, Fischerei und Ernährung. Zuletzt war er während der 41. Legislaturperiode vom 20. Mai 2014 bis zum 27. November 2018 noch einmal Dritter Vizepräsident der Nationalversammlung. Für seine Verdienste wurde er am 25. Mai 2019 mit der Regionalmedaille der Regionalkonferenz der Präfekten von Abitibi-Témiscamingue und bekam am 15. Juni 2019 die Ehrendoktorwürde der Université du Québec en Abitibi-Témiscamingue (UQAT) verliehen.